# Masaru Hashiguchi
Masaru Hashiguchi (橋口 勝?, Hashiguchi Masaru; Prefettura di Hyōgo, 21 maggio 1974) è un ex calciatore giapponese, di ruolo difensore.